# Satyricon (Satyricon)
Satyricon è l'ottavo album in studio del gruppo musicale black metal norvegese Satyricon, pubblicato il 9 settembre 2013 dalla Nuclear Blast.

## Tracce
1. Voice of Shadows - 2:36
2. Tro og kraft - 6:01
3. Our World, It Rumbles Tonight - 5:13
4. Nocturnal Flare - 6:38
5. Phoenix  - 6:32
6. Walker Upon the Wind - 4:48
7. Nekrohaven - 3:12
8. Ageless Northern Spirit - 4:44
9. The Infinity of Time and Space - 7:48
10. Natt - 3:44

## Musicisti
- Satyr - chitarra, voce, basso, tastiere
- Frost - batteria